# François de Chabaud-Latour
Pour les articles homonymes, voir Chabaud et Chabaud-Latour.
François-Henri-Ernest, baron de Chabaud-Latour, est un général et homme politique français né le 25 janvier 1804 à Nîmes (Gard) et mort le 10 juin 1885 à Paris.

## Biographie

### Enfance et formation
Fils d'Antoine Georges François de Chabaud-Latour et neveu de Henri Verdier de Lacoste, il entre à l'École polytechnique en 1820. Sorti 7e de l'École polytechnique en 1822, il choisit l'arme du génie. Il sort premier de sa promotion de l'École d'application du génie de Metz.

### Première carrière militaire et politique
Capitaine du génie à vingt-deux ans, il participe avec les officiers de l'armée russe aux sièges des places fortes du Danube en 1829, puis est appelé à Paris pour servir dans le ministère Polignac.
En 1830, il se porte volontaire pour l'expédition d'Alger, et est décoré à la suite du bombardement du Fort l'Empereur et de l'occupation de Blida.
Il devient ensuite officier d'ordonnance du duc d'Orléans qu'il accompagne dans la campagne de Belgique et notamment au siège d'Anvers, puis dans les campagnes d'Algérie (1837, 1839, 1840) où il participe aux engagements de Sig, Habra, Mascara, puis, en 1839, à l'expédition des Portes de Fer qui lui vaut d'être décoré de la Légion d'honneur et, en 1840, aux combats de Médéa, d'El-Affroun, du col de Mouzaïa et du bois des Oliviers. Il reste aide de camp du duc d'Orléans jusqu'à la mort du Prince en 1842.
Favorable à la monarchie de Juillet, Chabaud-Latour est élu député du Gard le 4 novembre 1837. À la Chambre, il fait constamment partie de la majorité gouvernementale et s'attache à soutenir la politique libérale-conservatrice de Guizot. Il est réélu successivement en 1839, 1842, 1845 et 1846.
En 1840, la question est posée de doter Paris de fortifications. Chargé de l'avant-projet, François de Chabaud-Latour préconise alors la construction d'une enceinte continue fortifiée doublée d'une ceinture de forts avancés destinés à éviter à la population les rigueurs d'un siège. En tant que député, il défend lui-même le projet à la Chambre et obtient son adoption. En tant que chef du génie à Belleville, il est ensuite chargé, durant cinq ans, de l'exécution des travaux de la partie Est de l'enceinte de Paris.
Promu lieutenant-colonel en 1842, puis colonel en 1845, il est appelé au commandement du 3e régiment du génie à Arras en 1846.
Lors de la Révolution française de 1848, Chabaud-Latour est du nombre des officiers orléanistes disposés à la résistance : le 24 février 1848, il se mit à la disposition de la duchesse d'Orléans, et ce fut lui qui, au moment où l'on crut sauver la dynastie en nommant la duchesse régente, éleva le comte de Paris dans ses bras et le montra au peuple. À la suite de l'abdication du roi, il donne sa démission de l'armée. Mis en disponibilité quelques semaines, il est ensuite rappelé à la direction du génie d'Amiens, puis, après le coup d'État du 2 décembre 1851, il est pleinement réintégré et posté à Grenoble.
En 1852, il prend le poste de commandant supérieur du génie en Algérie, où il est rapidement nommé général de brigade (1853). Il y reste cinq ans, années pendant lesquelles il prend part aux expéditions des Babors en 1853, des Beni-Iuya en 1854, des Guetchoula en 1855 et de la Grande Kabylie en 1857, campagnes à l'issue desquelles il est promu général de division (1858). Au cours de ce séjour en Algérie, il fait à nouveau la preuve de son talent de planificateur en construisant la route de Tizi-Ouzou à Souk El Arba en seulement seize jours. Puis, en quatre mois, il fait construire Fort-Napoléon au centre du territoire de la tribu des Béni Raten. Il s'occupe également de construction de barrages hydrauliques et fonde plusieurs villages.
En 1858, il est rappelé à Paris, pour participer au comité des fortifications, à l'inspection générale des places fortes, des régiments du génie et de l'École polytechnique, et au comité consultatif des affaires algériennes. Lors de la guerre d'Italie, il commande le corps du génie posté en observation sur la frontière de l'Est. Il est promu grand officier de la Légion d'honneur en 1861, devient président du comité des fortifications en 1864, et passe au cadre de réserve le 25 janvier 1869.

### Deuxième carrière militaire et politique
François de Chabaud-Latour est appelé à l'activité en 1870, pour prendre la charge du génie de la défense de Paris. Il reprend la présidence du comité des fortifications et met en état de défense le camp retranché de la capitale. Remplacée par le boulevard périphérique, l'enceinte, appelée communément l'enceinte de Thiers mais largement due à Chabaud-Latour, mesure 35 kilomètres de long, et comporte 94 bastions, 17 portes et 8 poternes. Nommé grand croix de la Légion d'honneur en 1871 en reconnaissance de ces travaux pharaoniques, Chabaud-Latour est maintenu en activité sans limite d'âge.
Élu député conservateur du Gard le 8 février 1871, il siège à droite avec les orléanistes et prit part à tous les projets qui eurent pour but de renverser Thiers. Il devient vice-président de l'Assemblée nationale.
Il préside la commission de l'armée qui rédigea la loi de 1872 et fut rapporteur du projet de loi relatif aux nouveaux forts à construire autour de Paris. Il fut, à partir de 1872, inspecteur général de l'École polytechnique et membre du Conseil supérieur de la guerre. Membre du comité de défense, il s'investit également dans l'organisation défensive de la nouvelle frontière de l'Est.
Personnage éminent de l'État, il est désigné pour juger, en 1873, le maréchal Bazaine, accusé d'avoir contribué à la défaite française lors de la guerre franco-allemande de 1870.
Il est appelé par le maréchal de Mac Mahon aux fonctions de ministre de l'Intérieur le 20 juillet 1874, et il occupe ce portefeuille jusqu'au 10 mars 1875.
Il est président du conseil général du Gard de 1874 à 1878.
Après un échec aux élections sénatoriales du 30 janvier 1876, il est nommé sénateur inamovible le 15 novembre 1877 et siège avec les conservateurs au sein de la Chambre haute.
Il meurt à Paris le 10 juin 1885 des suites d'une chute dans l'escalier de la Compagnie des chemins de fer de l'Ouest dont il était administrateur.
Il est inhumé au cimetière du Père-Lachaise (35e division).

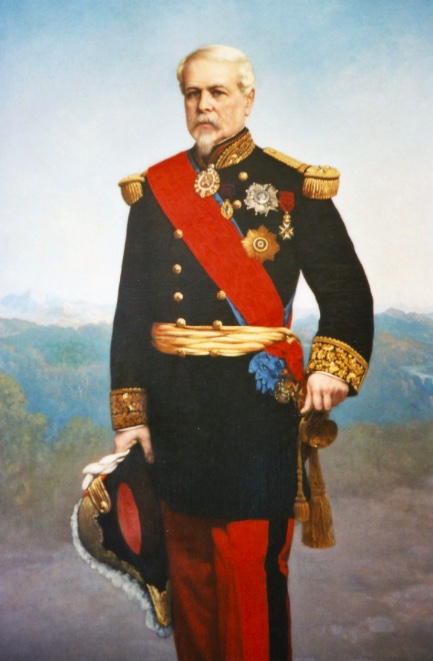
Portrait du général-baron de Chabaud-Latour.
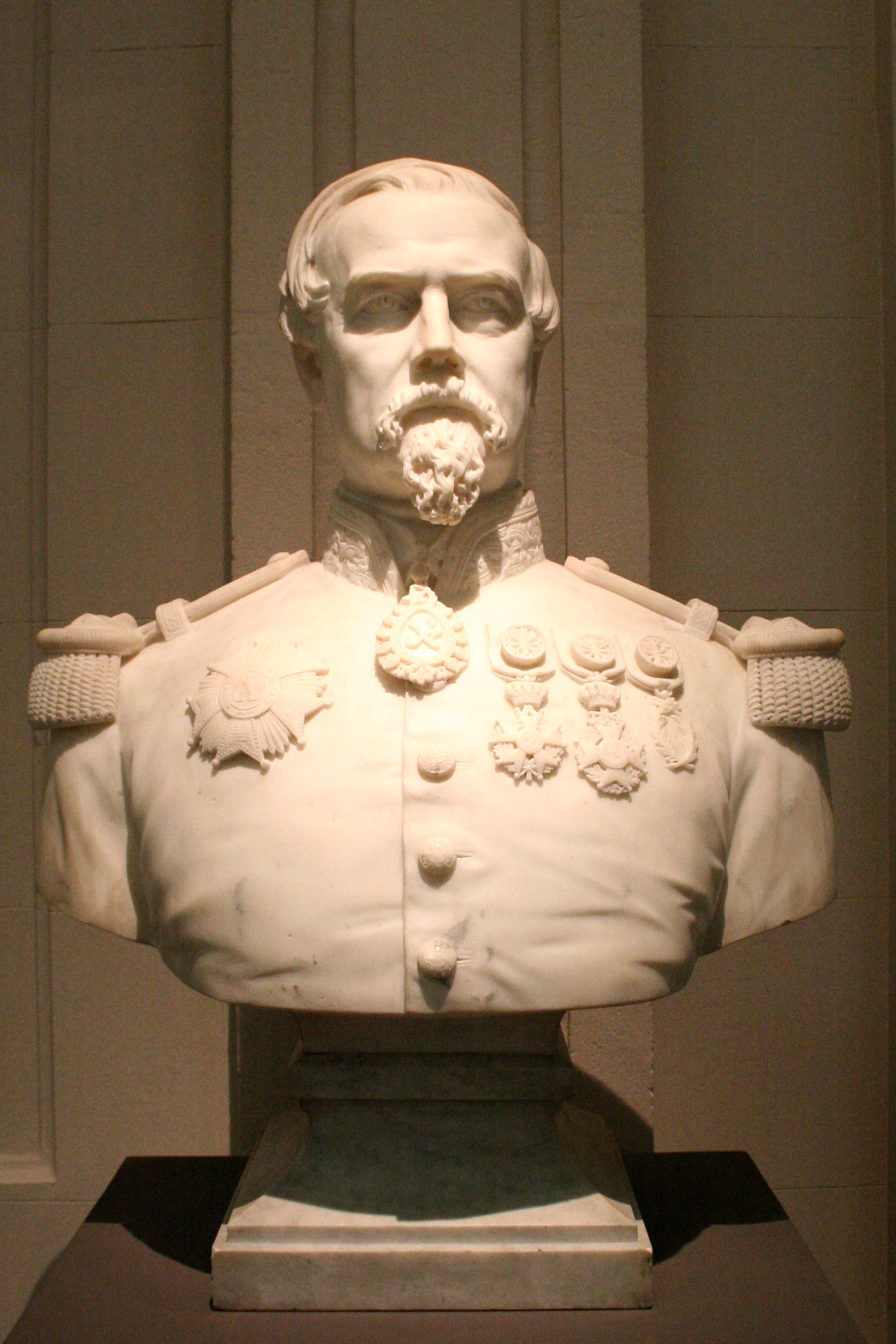
Buste du général-baron de Chabaud-Latour, par Aimé Charles Irvoy.
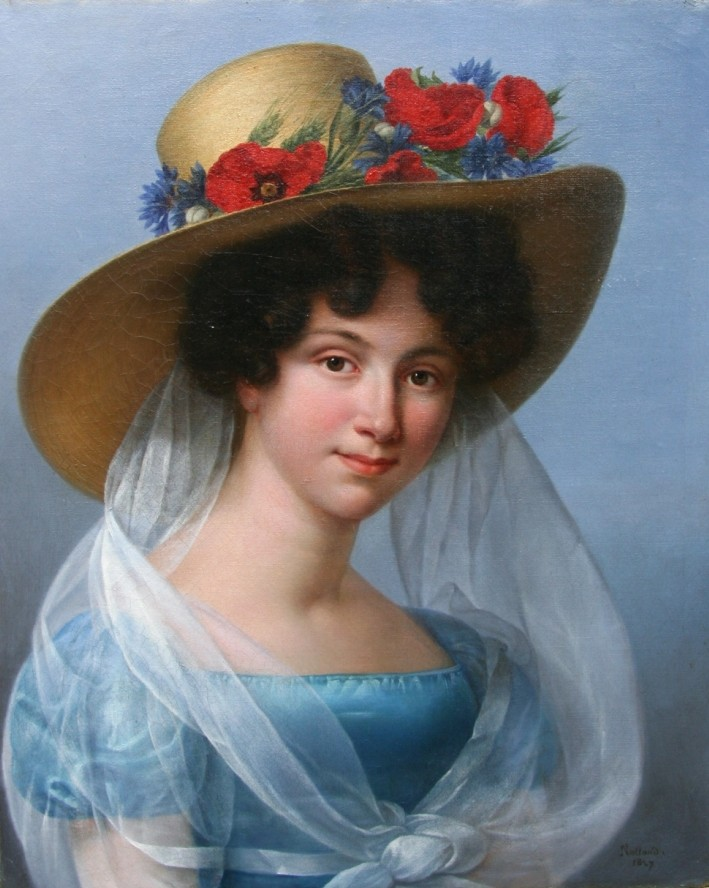
Portrait de Mathilde Joséphine Hélène Perier Baronne de Chabaud-Latour, par Benjamin de Rolland, 1827.

### Famille
Il épousa Mathilde Perier, fille d'Alphonse Perier, petite-fille de Bernard de Tournadre, et nièce de Casimir Perier. Ils sont les parents d'Arthur de Chabaud-Latour (1839-1910), également officier.
Sa sœur Rosine de Chabaud-Latour est une personnalité influente dans le milieu protestant évangélique parisien, et la préceptrice des enfants de François Guizot. Son neveu Édouard de Chabaud-Latour (1837-1879), 3e baron de Chabaud-Latour, marié à l’héritière de l’industriel Albert Roux de Montbéliard est l’une des figures de proue de la bourgeoisie montbéliardaise.

### Religion
Le général de Chabaud-Latour était membre du conseil central des Églises réformées, note le Dictionnaire des Parlementaires. Il fut en effet très actif et influent dans la direction de l'Église réformée parisienne :
- En 1859, le gouvernement le nomme membre du Conseil central des Églises réformées, où il défend activement les positions des évangéliques contre les libéraux.
- En 1866, il est élu président de la Société fraternelle pour l'évangélisation paroissiale au sein de l'Église réformée de Paris.
- En 1868, il devient le président de la Société biblique de France que les évangéliques ont établie en 1864 après la scission intervenue au sein de la Société biblique protestante de Paris.
- En 1872, il siège au Synode général de l'Église réformée comme délégué laïc de l'Église de Paris[réf. nécessaire].

## Détail des mandats
Fonctions électives
- Député du Gard : 1837-1848, 1871-1876
- Sénateur inamovible : 1877-1885
- Président du conseil général du Gard : 1874-1878

Fonctions ministérielles
- Ministre français de l'Intérieur : 1874-1875

## Distinctions
- Légion d'honneur : chevalier (27 décembre 1830), officier (23 novembre 1839), commandeur (29 juillet 1854), grand officier (12 août 1861), grand-croix (7 janvier 1871)
- Chevalier, puis officier de l'ordre de Léopold (Belgique)
- Commandeur du Nicham Iftikhar (11 août 1856, Tunisie)
- Grand-croix de l'ordre de l'Aigle blanc (Russie)[Note 1]